# Wunau
Wunau ist Gemeindeteil der kreisfreien Stadt Bayreuth im bayerischen Regierungsbezirk Oberfranken. Wunau liegt in der Gemarkung Sankt Johannis.

## Geografie
Das Dorf Wunau bildet mit Geiersnest und Eremitenhof im Norden eine geschlossene Siedlung. Diese liegt am Bühlersbach, einem linken Zufluss des Roten Mains. Die Kreisstraße BTs 6 führt nach Colmdorf (0,7 km südwestlich) bzw. nach Seulbitz (1,6 km östlich). Eine Gemeindeverbindungsstraße führt nach Mooshügel (0,3 km südlich).

## Geschichte
Wunau gehörte zur Realgemeinde Aichig. Gegen Ende des 18. Jahrhunderts bestand Wunau aus zwei Anwesen. Die Hochgerichtsbarkeit stand dem bayreuthischen Stadtvogteiamt Bayreuth zu. Die Grundherrschaft über die beiden Tropfhäuser hatte das Amt St. Johannis.
Von 1797 bis 1810 unterstand der Ort dem Justiz- und Kammeramt Bayreuth. Mit dem Gemeindeedikt wurde Wunau dem 1812 gebildeten Steuerdistrikt Sankt Johannis und der Ruralgemeinde Eremitenhof zugewiesen. Mit dem Gemeindeedikt von 1818 erfolgte die Eingemeindung nach Sankt Johannis. Am 1. April 1939 wurde Wunau nach Bayreuth eingemeindet.

### Einwohnerentwicklung
| Jahr      | 001819 | 001822 | 001861 | 001871 | 001885 | 001900 | 001925 | 001950 | 001961 | 001970 | 001987 |
| Einwohner | 25     | 12     | 18     | 21     | 15     | 55     | 79     | 21     | 67     | *      | 91     |
| Häuser    |        | 3      |        |        | 4      | 4      | 7      | 3      | 8      |        | 20     |
| Quelle    | [ 9 ]  | [ 10 ] | [ 11 ] | [ 12 ] | [ 13 ] | [ 14 ] | [ 15 ] | [ 16 ] | [ 17 ] | [ 18 ] | [ 1 ]  |

## Religion
Wunau ist evangelisch-lutherisch geprägt und nach St. Johannis gepfarrt.